# Enlisted
Enlisted ist eine kurzlebige US-amerikanische Comedy-Serie, die 2014 auf Fox zu sehen war. Die deutschsprachige Erstausstrahlung fand 2020 auf dem Pay-TV-Sender ProSieben Fun statt. Die Serie handelt von drei Brüdern und einer Gruppe von Außenseitern auf einer kleinen Militärbasis in Florida.

## Handlung
Sergeant Pete Hill, der im Begriff war, eine große Militärkarriere zu machen, unterläuft in Afghanistan ein schwerwiegender Fehler, der dazu führt, dass er auf Fort McGee, eine Militärbasis in Florida, versetzt wird. Auf dieser Basis übernimmt Pete die Leitung einer Gruppe, der seine beiden jüngeren Brüder Derrick und Randy angehören. Der Rest der Gruppe sind Außenseiter, die nicht gut genug für einen Auslandseinsatz sind und sich als Reserveeinheit um die Basis kümmern. Ihre Aufgabe ist es, für die Familien der Soldaten, die sich im Einsatz befinden, zu sorgen. Neben Pete gibt es in der Einheit nur eine weitere fähige Soldatin, Sergeant Jillian Perez, die den zweiten Platoon anführt und mit Pete konkurriert. Dabei geraten sie oft in Konflikt mit ihrem Vorgesetzten, dem Kriegsveteran Sergeant Major Donald Cody.

## Besetzung
| Rollenname                          | Schauspieler     |
| ----------------------------------- | ---------------- |
| Staff Sergeant Peter „Pete“ Hill    | Geoff Stults     |
| Corporal Derrick Hill               | Chris Lowell     |
| Private Randall „Randy“ Hill        | Parker Young     |
| Command Sergeant Major Donald Cody  | Keith David      |
| Staff Sergeant Jillian „Jill“ Perez | Angelique Cabral |
| Private Park                        | Tania Gunadi     |
| Specialist Chubowski                | Mel Rodriguez    |

## Produktion und Ausstrahlung
Die Pilotfolge der Serie wurde im Januar 2013 von Fox in Auftrag gegeben. Einen Monat später wurde bekannt, dass Geoff Stults eine Hauptrolle übernehmen werde. Vorher war bereits Keith David verpflichtet worden. Im Mai 2013 bestellte der Sender die Serie bei seinen jährlichen Upfronts in Form von 13 Episoden. Als Starttermin der Serie wurde der 8. November 2013 angegeben. Die Serie startete nach Verschiebung am 10. Januar 2014.
Die deutschsprachige Erstausstrahlung der Serie fand vom 25. März bis 17. Juni 2020 auf dem Pay-TV-Sender ProSieben Fun statt.

## Episodenliste
| Nr. | Deutscher Titel                  | Originaltitel                        | Erstausstrahlung USA | Deutschsprachige Erstausstrahlung (D) | Regie            | Drehbuch                                     | Zuschauer (USA) |
| --- | -------------------------------- | ------------------------------------ | -------------------- | ------------------------------------- | ---------------- | -------------------------------------------- | --------------- |
| 1   | Familienvereinigung              | Pilot                                | 10. Jan. 2014        | 25. März 2020                         | Phil Traill      | Kevin Biegel                                 | 2,41 Mio.       |
| 2   | Randy, die Killermaschine        | Randy Get Your Gun                   | 17. Jan. 2014        | 15. Apr. 2020                         | Phil Traill      | Jeff Chiang & Eric Ziobrowski                | 2,01 Mio.       |
| 3   | Die Festung der Einsamkeit       | Pete’s Airstream                     | 24. Jan. 2014        | 8. Apr. 2020                          | Matt Sohn        | Theresa Mulligan Rosenthal                   | 3,23 Mio.       |
| 4   | Emotionaler Kaffee               | Homecoming                           | 31. Jan. 2014        | 27. Mai 2020                          | Michael McDonald | Scott Rutherford                             | 2,79 Mio.       |
| 5   | Beschattungseinsatz              | Rear D Day                           | 7. Feb. 2014         | 22. Apr. 2020                         | Phil Traill      | Kevin Biegel                                 | 1,83 Mio.       |
| 6   | Das Nilpferd und der Madenhacker | Brothers and Sister                  | 28. Feb. 2014        | 29. Apr. 2020                         | Peter Lauer      | Peter A. Knight                              | 1,90 Mio.       |
| 7   | Marschierende Müllabfuhr         | Parade Duty                          | 7. März 2014         | 1. Apr. 2020                          | Phil Traill      | Mike Royce                                   | 1,84 Mio.       |
| 8   | Sullys Münze                     | Vets                                 | 14. März 2014        | 13. Mai 2020                          | Fred Goss        | Kate Purdy                                   | 1,36 Mio.       |
| 9   | Roboterspinne versus Golfcart    | Paint Cart 5000 vs. The Mondo Spider | 28. März 2014        | 3. Juni 2020                          | Phil Traill      | Peter A. Knight & Theresa Mulligan Rosenthal | 1,33 Mio.       |
| 10  | Krieg der Streiche               | Prank War                            | 1. Juni 2014         | 6. Mai 2020                           | Phil Traill      | Laura Gutin Peterson                         | 1,14 Mio.       |
| 11  | Überraschungsinspektion          | The General Inspection               | 8. Juni 2014         | 20. Mai 2020                          | Richie Keen      | Sanjay Shah                                  | 1,00 Mio.       |
| 12  | Wer liebt wen?                   | Army Men                             | 15. Juni 2014        | 10. Juni 2020                         | Linda Mendoza    | Laura Gutin Peterson & Kate Purdy            | 1,18 Mio.       |
| 13  | Der Regimentsball                | Alive Day                            | 22. Juni 2014        | 17. Juni 2020                         | Phil Traill      | Sanjay Shah                                  | 0,90 Mio.       |